# Râul Chiuzbaia
Râul Chiuzbaia sau Râul Valea Sfântului Ion este un curs de apă afluent al râului Săsar. Râul se formează la confluența brațelor Valea Lazului și Măgura

## Hărți
- Harta județului Maramureș
- Harta muntii Gutâi  Arhivat în 4 martie 2016, la Wayback Machine.